# Andrea Scoppetta
Andrea Scoppetta (Napoli, 18 aprile 1977) è un fumettista, animatore e regista italiano.

## Biografia
Insieme con Alessandro Rak ha formato lo studio di animazione Rak&Scop nel 2001, creando un proficuo sodalizio artistico che in pochi anni ha prodotto animazioni e fumetti ma anche studi, demo e character designing per varie case di produzione. Vive e lavora ai quartieri spagnoli di Napoli.
Tra gli altri lavori significativi, si segnalano il video per Kanzone su Londra dei 24 Grana (2001), il video per La paura dei Bisca (2004) e il cortometraggio Va' per il Med Video Festival di Paestum (2005).
Tra i suoi fumetti: Ark per Grifo edizioni (2004); Zero or One (2005) per Lavieri edizioni, A Skeleton Story per GG Studio edizioni (2007), i disegni per il fumetto Fujiko o Margot? per la collana Lupin III Millennium (2007).
Dal 2009 insegna nella sua città Illustrazione, Fumetto e Colorazione digitale presso la Scuola Italiana di Comix.